# Tyta luctuosa
Tribu
Genre
Espèce
Tyta luctuosa, la Noctuelle en deuil ou la Funèbre, est une espèce paléarctique de lépidoptères (papillons) de la famille des Noctuidae.
Elle est le seul représentant du genre monotypique Tyta, qui est lui-même le seul membre de la tribu monotypique des Tytini.

## Morphologie
L’imago fait environ 9 mm de long et son corps est brun foncé avec une grande tache blanche sur chacune de ses quatre ailes, d’où son nom anglais de four-spotted moth.

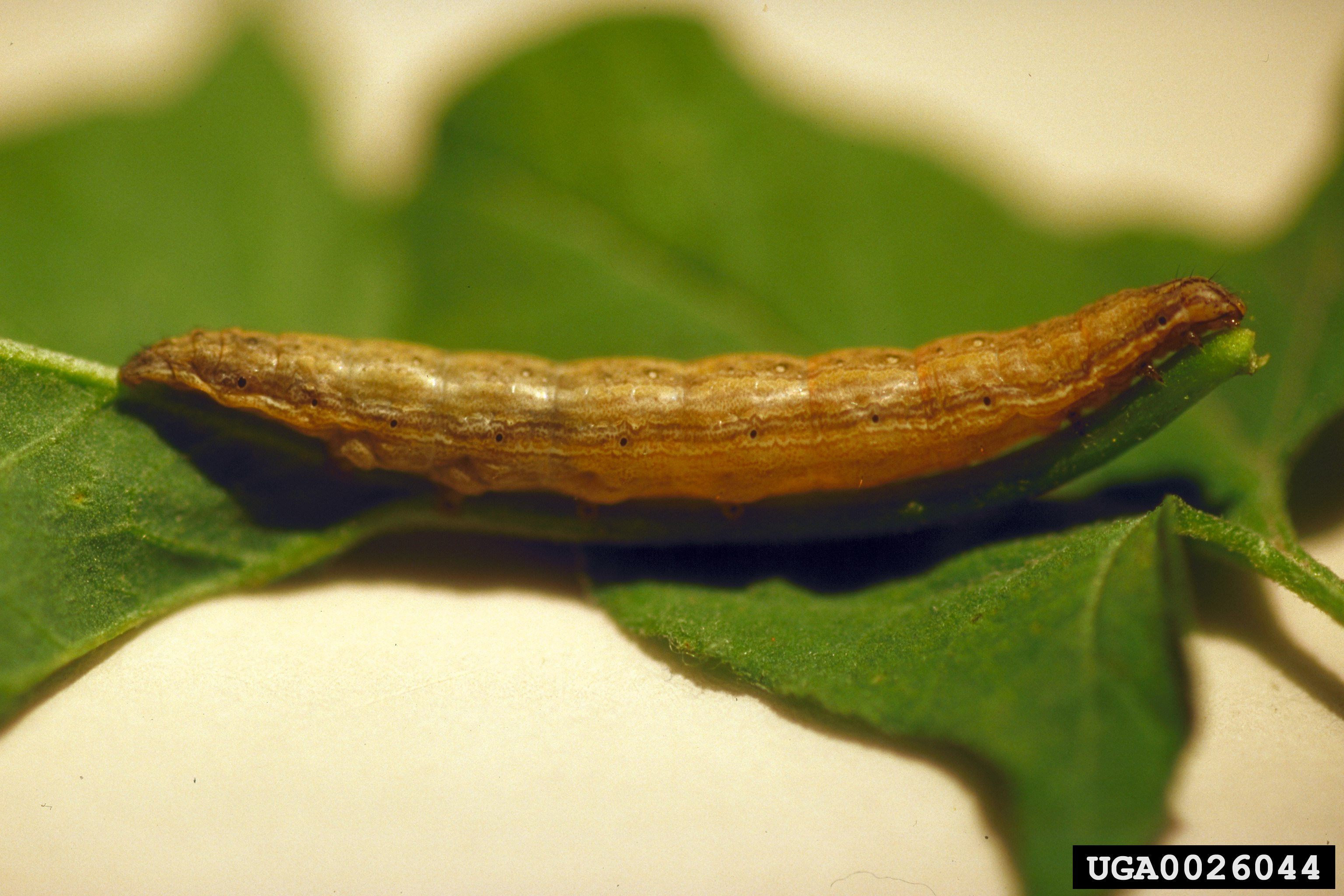
Chenille.
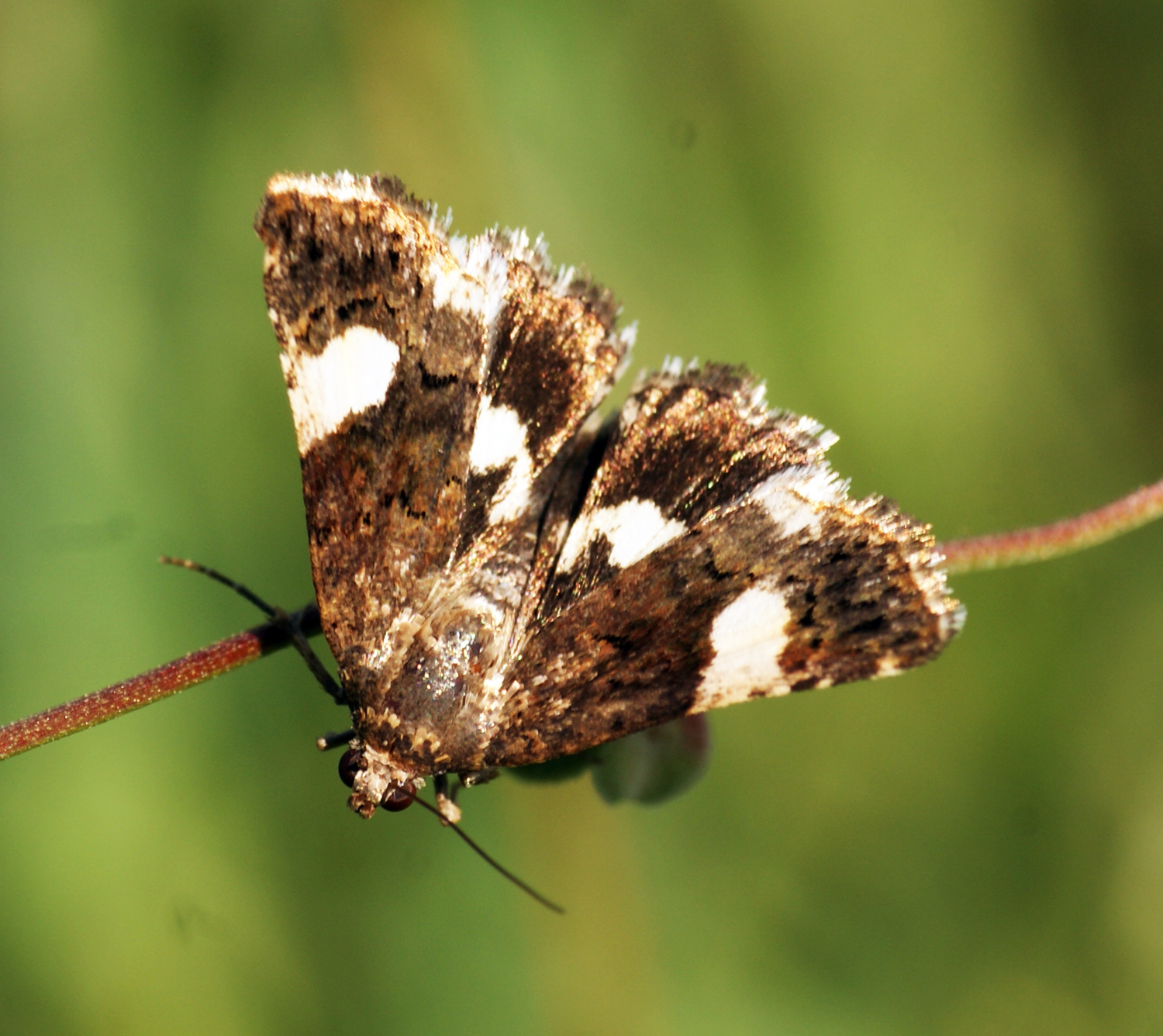
Papillon.

## Distribution
Cette espèce est présente dans toute l’Europe, l’Asie et l’Afrique du Nord[réf. souhaitée].

## Biologie
Ce papillon vole de jour comme de nuit dans des milieux ouverts (prairies fleuries, jardins...) d'avril à septembre.
Chaque année voit apparaître deux générations : une à la fin du printemps et l’autre en été, avec une génération supplémentaire dans les zones les plus chaudes. À chacune de ces générations, la femelle pond entre 400 et 500 œufs qui donneront naissance à des chenilles d’un brun plus clair que l’imago. Ces chenilles polyphages se nourrissent de feuilles et de fleurs, particulièrement en boutons, ce qui fait qu’elles ont été utilisées dans le cadre de la lutte biologique contre certaines adventices comme le liseron des champs.